# Mikhail Ivanovich Kalinin
Mikhail Ivanovich Kalinin (tiếng Nga: Михаи́л Ива́нович Кали́нин; 19 tháng 11 [lịch cũ 7 tháng 11] năm 1875 - 3 tháng 6 năm 1946), được người Liên Xô gọi một cách thân mật là "Kalinych," là một nhà cách mạng Bolshevik và là nguyên thủ quốc gia trên danh nghĩa của Nga và sau đó là Liên Xô, từ năm 1919 đến năm 1946. Từ năm 1926, ông là một thành viên Bộ chính trị Đảng Cộng sản Liên Xô, nhóm các lãnh đạo Đảng xung quanh Joseph Stalin.
Từ năm 1946, thành phố Königsberg vốn trước đó thuộc Đông Phổ sau thuộc về Liên Xô, được đổi tên theo tên họ của ông là Kaliningrad. Thành phố này còn là thủ phủ của tỉnh Kaliningrad thuộc Liên Xô, nay là lãnh thổ cực Tây của Liên bang Nga.

## Đầu đời
Mikhail Ivanovich Kalinin được sinh ra trong một gia đình nông dân gốc Nga tại làng Verkhnyaya Troitsa (Верхняя Троица), Tver Governorate, Nga. Ông là anh trai của Fedor Kalinin.
Kalinin học xong tại một trường địa phương vào năm 1889 và làm việc một thời gian tại một trang trại. Ông chuyển đến Saint Petersburg, nơi ông tìm được việc làm là một công nhân kỹ nghệ sắt vào năm 1895. Ông cũng làm quản gia và sau đó làm công nhân đường sắt tại kho của Tbilisi, nơi ông gặp Sergei Alliluyev, cha của người vợ thứ hai của Stalin.
Năm 1906, ông kết hôn với người Do Thái là Nikolina Lorberg, người gốc Estonia (tiếng Nga: Екатерина анвнаовна орберг (Yekaterina Ivanovna Lorberg, 1882–1960).

## Sự nghiệp chính trị ban đầu
Mikhail Ivanovich Kalinin gia nhập Đảng Lao động Dân chủ Xã hội Nga (RSDLP) vào năm 1898, năm thành lập. Ông biết đến Stalin thông qua gia đình Alliluyev.
Trong Cách mạng Nga năm 1905, Kalinin làm việc cho đảng Bolshevik và nhân viên của Liên minh Công nhân Kỹ nghệ sắt Trung ương. Sau đó, ông đã trở thành hoạt động thay mặt cho RSDLP ở Tiflis, Georgia (nay là Tbilisi), Reval, Estonia (nay là Tallinn) và Moskva. Vào tháng 4 năm 1906, ông làm đại biểu tại Đại hội lần thứ tư của Đảng Lao động Dân chủ Xã hội Nga.
Kalinin là một người trung thành tận tụy ngay từ lúc đầu của phe Bolshevik của RSDLP, đứng đầu là Vladimir Lenin. Ông là đại biểu của Hội nghị Đảng Bolshevik năm 1912 được tổ chức tại Prague, nơi ông được bầu làm thành viên thay thế của Ủy ban Trung ương điều hành và được cử đi làm việc ở Nga. Ông không trở thành một đảng viên chính thức vì bị nghi ngờ là một đặc vụ Okhrana (tác nhân thực sự là Roman Malinovsky, một đảng viên chính thức).
Kalinin đã bị bắt vì các hoạt động chính trị của ông vào năm 1916 và được trả tự do trong Cách mạng tháng Hai năm 1917, đã lật đổ nhà nước Sa hoàng.

## Trong cuộc cách mạng Nga
Kalinin đã tham gia Uỷ ban Bolshevik của Petrograd và hỗ trợ trong một tờ báo của đảng -  Pravda,  hiện được hợp pháp hóa bởi chế độ mới.
Vào tháng 4 năm 1917, Kalinin, giống như nhiều người Bolshevik khác, ủng hộ sự hỗ trợ có điều kiện cho Chính phủ lâm thời hợp tác với phe Menshevik của RSDLP, một vị trí đối nghịch với Lenin.  Ông tiếp tục phản đối một cuộc nổi dậy vũ trang nhằm lật đổ chính quyền của Alexander Kerensky trong suốt mùa hè đó.
Trong các cuộc bầu cử được tổ chức ở Petrograd City Duma vào mùa thu năm 1917, Kalinin đã được chọn làm Thị trưởng của thành phố, nơi ông quản lý trong và sau Cách mạng Bolshevik vào ngày 7 tháng 11.
Năm 1919, Kalinin được bầu làm thành viên của Ủy ban Trung ương cầm quyền của Đảng Cộng sản Liên Xô cũng như một ứng cử viên của Bộ Chính trị. Ông được thăng chức đảng viên chính thức trong Bộ Chính trị vào tháng 1 năm 1926, vị trí mà ông đã tại vị cho đến khi qua đời vào năm 1946.
Khi Yakov Mikhailovich Sverdlov chết vào tháng 3 năm 1919 (do cúm, bị đánh đập hoặc ngộ độc; nguồn khác nhau)
 Kalinin thay thế ông làm Chủ tịch Ban Chấp hành Trung ương toàn Nga và nguyên thủ quốc gia. Tên của vị trí này đã được đổi thành Chủ tịch Cộng hòa Xã hội chủ nghĩa Xô viết Liên bang Nga vào năm 1922 và Chủ tịch Đoàn Chủ tịch Xô viết Tối cao vào năm 1938. Kalinin tiếp tục giữ chức mà không bị gián đoạn cho đến khi nghỉ hưu vào cuối Thế chiến II.
Năm 1920, Kalinin đã tham dự Hội nghị Quốc tế thứ II của Quốc tế Cộng sản tại Moscow với tư cách là một thành viên của phái đoàn Nga. Ông đã ngồi trên ghế của đoàn chủ tịch và tham gia tích cực vào các cuộc tranh luận.

## Thời Liên Xô
Kalinin là một đồng minh thuộc phe phái của Stalin trong cuộc đấu tranh giành quyền lực sau cái chết của Lenin năm 1924. Ông đã gửi một báo cáo về Lenin và cho Đại hội thế giới lần thứ V vào năm 1924.
Kalinin là một trong số ít thành viên thuộc phe Stalin xuất thân từ nguồn gốc nông dân. Nguồn gốc xã hội thấp đã được công bố rộng rãi trên báo chí chính thức, trong đó thường gọi Kalinin là "người đứng đầu toàn liên minh" (Всесосзный староста), một thuật ngữ nghe theo xã hội, với vai trò là người đứng đầu của ông. Về mặt thực tế, vào những năm 1930, vai trò của Kalinin với tư cách là người ra quyết định trong chính phủ Liên Xô chỉ là trên danh nghĩa.
Ông nắm giữ rất ít quyền lực hoặc ảnh hưởng ngoài việc nhận được thư ngoại giao từ nước ngoài. Nhớ lại, nhà lãnh đạo Liên Xô tương lai Nikita Khrushchev nói: "Tôi không biết Kalinin đã thực hiện công việc thực tế nào dưới thời Lenin. Nhưng dưới thời Stalin, ông là người ký kết danh nghĩa của tất cả các sắc lệnh, trong khi thực tế, ông hiếm khi tham gia chính phủ. Thỉnh thoảng ông được coi là thành viên của một ủy ban, nhưng mọi người không để tâm ý kiến của ông quá nhiều. Thật xấu hổ khi chúng tôi thấy điều này, người ta đơn giản cảm thấy tiếc cho Mikhail Ivanovich."
Kalinin cư xử rất kín đáo trong cuộc Đại thanh trừng năm 1937. Ông nhận thức rõ về sự đàn áp, và từ năm 1937 đến 1941, hàng trăm người đã đến dacha hoặc gửi đơn thỉnh cầu tới ông để nhờ giúp đỡ do bị bắt giữ. Mặc dù ông phản đối việc xử tử những người bạn bè như Avel Enukidze, ông vẫn phục tùng Stalin với lý do bảo vệ anh ta, đã theo dõi căn hộ của anh ta bởi các sĩ quan NKVD.
Vào ngày 5 tháng 3 năm 1940, sáu thành viên của Bộ Chính trị Liên Xô - Stalin, Vyacheslav Molotov, Lazar Kaganovich, Kliment Voroshilov, Anastas Mikoyan và Mikhail Kalinin - đã ký một lệnh để xử tử 25.700 "người theo chủ nghĩa dân tộc và phản cách mạng" của Ba Lan tại các trại và nhà tù ở miền tây Ukraine và Belarus, một phần của vụ thảm sát Katyn.
Kalinin không thể bảo vệ ngay cả vợ mình. Ekaterina Kalinina, người chỉ trích chính sách của Stalin, và đã bị bắt vào ngày 25 tháng 10 năm 1938 với cáo buộc là "Trotskyist". Mặc dù chồng bà là Chủ tịch Đoàn Chủ tịch Xô viết Tối cao (1938-1946), bà bị tra tấn tại nhà tù Lefortovo và vào ngày 22 tháng 4 năm 1939, bà bị kết án mười lăm năm tù trong trại lao động. Bà đã được thả ra ngay trước khi chồng chết vào năm 1946.

## Cái chết và di sản
Kalinin đã nghỉ hưu năm 1946 và chết vì ung thư  vào ngày 3 tháng 6 cùng năm trong Moskva. Kalinin đã được vinh danh bằng Quốc tang và được chôn cất tại Nghĩa trang tường Điện Kremli.
Ba thành phố lớn (Tver, Korolyov và Königsberg) đã được đặt tên hoặc đổi tên để vinh danh ông; chỉ nơi cuối cùng trong số đó, Kaliningrad, vẫn giữ được tên sau khi Liên Xô sụp đổ. Kalinin và Phố Kalinin được đặt theo tên của Kalinin được đặt tại Minsk, Belarus. Đại lộ Kalinin tại Dnipro, Ukraine đã được đổi tên thành Prospekt Serhiy Nigoyan vào tháng 1 năm 2015.